# Philostephanus ailaoensis
Philostephanus ailaoensis – gatunek pluskwiaka z rodziny tasznikowatych i podrodziny Mirinae.
Gatunek ten opisany został w 1998 roku przez N. Lu i L.-Y. Zhenga jako Arbolygus ailaoensis. Jego redeskrypcji i przeniesienia do rodzaju Philostephanus dokonali T. Yasunaga i M.D. Schwartz.
Ciało podłużno-owalne, u samca długości od 5,8 do 6,5 mm, a u samicy od 6,6 do 7,5 mm. Głowa jasnobrązowa, zielono podbarwiona, z wierzchu błyszcząca. Czoło z 3–4 rzędami i bocznymi przepaskami brązowymi. Ciemię pośrodku przyciemnione i z bruzdą. Czułki ciemnobrązowe z jasnozielonym pierwszym członem i jasnobrązowymi nasadami pozostałych. Przedplecze kasztanowobrązowe z jasnozielonymi bokami i czasem tyłem, z rzadka porośnięte jedwabistymi włoskami. Ciemnobrązowa, błyszcząca tarczka ma jasnozielone kąty. Półpokrywy brązowe z jasnozielonobrązową zakrywką, jedwabiście owłosione, płytko i nieregularnie punktowane. Jasnobrązowe, gdzieniegdzie zielono podbarwione odnóża mają rudobrązowe kolce na goleniach. Narządy rozrodcze samca o sklerycie wierzchołkowym u szczytu rozszerzonym, krótkich i smukłych sklerytach bocznych oraz wąskim, płetwiastym wyrostku w części szczytowej falloteki.
Pluskwiak znany z Junnanu, Nepalu i Sikkimu.